# جيروم سميث (لاعب كرة قدم أمريكية)
جيروم سميث (بالإنجليزية: Jerome Smith)‏ هو لاعب كرة قدم أمريكية أمريكي، ولد في أبريل 1991 في تشيستر في الولايات المتحدة.

## وصلات خارجية
- جيروم سميث على موقع مرجع كرة القدم المحترفة.كوم (الإنجليزية)
- جيروم سميث على موقع كلية كرة القدم في سبورتس رفرنس.كوم (الإنجليزية)